# Videografia de Kelly Rowland
Este anexo lista a videografia de Kelly Rowland uma cantora e compositora estadunidense de R&B e dance.

## Álbuns

### Álbuns de vídeo
| Detalhes do álbum | Observações |
| --- | --- |
| BET Presents Kelly Rowland - Lançamento: 3 de julho de 2010 - Editora: Columbia Records (Cat. no.: 0003711703542) - Formatos: CD + DVD | - A Black Entertainment Television (BET) apresenta entrevistas, vídeos musicais e apresentações ao vivo de Kelly Rowland. |
| Video Triple Play: Kelly Rowland - Lançamento: 4 de Setembro de 2007 - Editora: Sony Music Entertainment - Formato: DVD                | - Conjunto de três vídeos musicais de Rowland: "Like This", "Dilemma" e "Stole".                                          |
| Sexy Abs with Kelly Rowland - Lançamento: 15 de dezembro de 2011 - Formato: DVD                                                        | - Sequencias de exercício físico protagonizadas por Rowland.                                                              |

### Vídeos musicais
| Ano  | Canção                  | Director(es)                     | Artista(s)                                                                                     |
| ---- | ----------------------- | -------------------------------- | ---------------------------------------------------------------------------------------------- |
| 2000 | "Separated (Remix)"     | J. Jesses Smith                  | Avant, Kelly Rowland                                                                           |
| 2002 | "Dilemma"               | Benny Boom                       | Nelly, Kelly Rowland                                                                           |
| 2002 | "Stole"                 | Sanaa Hamri                      | Kelly Rowland                                                                                  |
| 2003 | "Can't Nobody"          | Benny Boom                       | Kelly Rowland                                                                                  |
| 2003 | "Train on a Track"      | Antti Jokinen                    | Kelly Rowland                                                                                  |
| 2005 | "Here We Go"            | Nick Quested                     | Trina, Kelly Rowland                                                                           |
| 2007 | "Get Me Bodied"         | Anthony Mandler, Beyoncé Knowles | Beyoncé Knowles                                                                                |
| 2007 | "Like This"             | Mike Ruiz                        | Kelly Rowland, Eve                                                                             |
| 2007 | "Ghetto"                | Andrew Gura                      | Kelly Rowland, Snoop Dogg                                                                      |
| 2007 | "Comeback"              | Philip Andelman                  | Kelly Rowland                                                                                  |
| 2007 | "Work"                  | Philip Andelman                  | Kelly Rowland                                                                                  |
| 2007 | "Daylight"              | Jeremy Rall                      | Kelly Rowland, Travis McCoy                                                                    |
| 2008 | "No Future in the Past" | Thierry Vergnes                  | Nâdiya, Kelly Rowland                                                                          |
| 2008 | "No Substitute Love"    | Jake McAfee                      | Estelle                                                                                        |
| 2009 | "Breathe Gentle"        | Gaetano Morbioli                 | Tiziano Ferro, Kelly Rowland                                                                   |
| 2009 | "When Love Takes Over"  | Jonas Åkerlund                   | David Guetta, Kelly Rowland                                                                    |
| 2009 | "Baby By Me"            | Chris Robinson                   | 50 Cent, Ne-Yo                                                                                 |
| 2010 | "Everywhere You Go"     | Andrew Wessels                   | Kelly Rowland, 2face, Awadi, Chameleone, Jozi, Krotal, Rola, Samini, Slikour & Kwesta, Zuluboy |
| 2010 | "Commander"             | Masashi Muto                     | Kelly Rowland, David Guetta                                                                    |
| 2010 | "Rose Colored Glasses"  | John "Rankin" Wadell             | Kelly Rowland                                                                                  |
| 2010 | "Forever and a Day"     | Sarah Chatfield                  | Kelly Rowland                                                                                  |
| 2010 | "Incincible"            | Josh Kasselman                   | Tinie Tempah, Kelly Rowland                                                                    |
| 2011 | "Gone"                  | Marc Klasfeld                    | Nelly, Kelly Rowland                                                                           |
| 2011 | "Motivation"            | Sarah Chatfield                  | Kelly Rowland, Lil Wayne                                                                       |
| 2011 | "What a Feeling"        | Frank Gatson                     | Alex Gaudino, Kelly Rowland                                                                    |
| 2011 | "Favor"                 | Juwan Lee                        | Lonny Bereal, Kelly Rowland                                                                    |
| 2011 | "Lay It on Me"          | Sarah Chatfield                  | Kelly Rowland, Big Sean                                                                        |
| 2011 | "Down for Whatever"     | Sarah Chatfield                  | Kelly Rowland                                                                                  |
| 2011 | "Boo Thang"             | Gil Green                        | Verse Simmonds, Kelly Rowland                                                                  |
| 2011 | "Party"                 | Alan Ferguson                    | Beyoncé Knowles, J. Cole                                                                       |
| 2012 | "Keep It Between Us"    | David Dang                       | Kelly Rowland                                                                                  |
| 2012 | "Heart Attack"          | Benny Boom                       | Trey Songz                                                                                     |
| 2012 | "Summer Dreaming 2012"  | Annick Wolfers                   | Project B, Kelly Rowland                                                                       |
| 2012 | "How Deep Is Your Love" | Juwan Lee                        | Sean Paul, Kelly Rowland                                                                       |
| 2012 | "Representin"           | Christopher Sims                 | Ludacris, Kelly Rowland                                                                        |
| 2012 | "Mama Told Me"          | Syndrome                         | Big Boi, Kelly Rowland                                                                         |
| 2012 | "Ice"                   | Mathew Rolston                   | Kelly Rowland, Lil Wayne                                                                       |
| 2012 | "Neva End (Remix)"      | Eric White                       | Future, Kelly Rowland                                                                          |
| 2012 | "Make Love to Me"       | Frank Gatson                     | Luke James                                                                                     |
| 2013 | "Kisses Down Low"       | Colin Tilley                     | Kelly Rowland                                                                                  |